# Kirke Flinterup Sogn
Kirke Flinterup Sogn er et sogn i Ringsted-Sorø Provsti (Roskilde Stift).
I 1800-tallet var Kirke Flinterup Sogn anneks til Gyrstinge Sogn. Begge sogne hørte til Alsted Herred i Sorø Amt. Gyrstinge-Kirke Flinterup sognekommune blev senere delt, så hvert sogn blev en selvstændig sognekommune. Ved kommunalreformen i 1970 blev Gyrstinge indlemmet i Ringsted Kommune, og Kirke Flinterup blev indlemmet i Stenlille Kommune, der ved strukturreformen i 2007 indgik i Sorø Kommune.
I Kirke Flinterup Sogn ligger Flinterup Kirke.
I sognet findes følgende autoriserede stednavne:
- Flinterup Hestehave (bebyggelse)
- Frenderup (bebyggelse, ejerlav)
- Hellestrup (ejerlav, landbrugsejendom)
- Indholt (bebyggelse)
- Kirke Flinterup (bebyggelse, ejerlav)
- Korslingkrog (bebyggelse)
- Nordskov (bebyggelse)
- Store Enemærke (areal)
- Tygestrup (bebyggelse)
- Vielsted (bebyggelse, ejerlav)
- Ødemark (bebyggelse, ejerlav)